# Карри, Альбертина
Альбертина Карри (исп. Albertina Carri; род. 7 апреля 1973, Буэнос-Айрес) — аргентинский кинорежиссёр
, сценаристка, кинооператор, монтажёр, кинопродюсер и актриса
, яркий представитель нового аргентинского кино.

## Биография
Отец — социолог и журналист, мать — преподаватель латинского языка и литературы. Когда Альбертине было четыре года, её родители стали жертвами военной диктатуры Хорхе Виделы (на официальном языке она именовалась Процессом национальной реорганизации, тысячи бесследно пропавших, погибших при этом без суда и следствия стали позднее называть исчезнувшими, исп. desaparecidos). Вместе с двумя сестрами росла у бабушек. Закончила сценарный факультет Буэнос-Айресского киноуниверситета. Начала самостоятельную работу в кино в 1998 году. В 2000 году показала свою первую полнометражную ленту.
Помимо сценарной и режиссёрской деятельности, выступает как оператор, монтажёр, продюсер и актриса.

## Творчество
Сквозная тема фильмов Альбертины Карри — мучительная, но настоятельная для её героев работа по восстановлению памяти и обретению личности. Отсюда постоянное стремление режиссёра соединить в своих фильмах документальность, вымышленность и рефлексию над ними.

## Фильмография
- 1993: Об этом не говорят / De eso no se habla (оператор)
- 1994: Convivencia (оператор)
- 1994: Скоро будет тень / Una sombra ya pronto serás (оператор)
- 1994: Любовь и мрак / Of Love and Shadows (оператор)
- 1995: Цензор / El censor (оператор)
- 1998: Mar de amores (оператор)
- 1999: Сильвия Прието / Silvia Prieto (оператор)
- 2000: Я не хочу возвращаться домой / No quiero volver a casa
- 2000: El sur de una pasión (оператор)
- 2001: Excursiones (короткометражный)
- 2001: Aurora (короткометражный)
- 2001: Historias de Argentina en vivo (коллективный проект)
- 2001: Barbie también puede eStar triste (короткометражный)
- 2003: Светловолосые / Los Rubios (документальный, сценарий Алана Паульса; три премии Буэнос-Айресского МФ независимого кино)
- 2003: Mujeres en rojo: Fama (короткометражный)
- 2004: De vuelta (короткометражный)
- 2005: Близнецы / Geminis (номинация на главную премию Братиславского МКФ)
- 2005: Numeral 15
- 2005: 0800 no llames
- 2007: Urgente (телевизионный)
- 2007: Fronteras argentinas: Tracción a sangre (телевизионный документальный)
- 2008: Ярость / La rabia (премия лучшему режиссёру на Гаванском МКФ, премия ФИПРЕССИ на Трансильванском МКФ в Клуж-Напока)
- 2008: Restos (короткометражный)
- 2010: 25 miradas, 200 minutos
- 2012: Pets (короткометражный)
- 2013: La Bella Tarea
- 2015: Небо Центавра / Le ciel du centaure (продюсер)
- 2016: Cuatreros
- 2018: Дочери огня / Las hijas del fuego
- 2020: Bernarda es la patria (сценарий)
- 2020: Karakol (продюсер)
- 2021: Bitácoras
- 2023: Подношение / Ofrenda
- 2023: La mujer y el cine
- 2025: Опадают белые розы! / ¡Caigan las rosas blancas!